# Down By Yurr
Down By Yurr è un EP degli Snuff pubblicato il 2 gennaio 2000.

## Tracce
1. Pixies
2. Chalk Me Down For More
3. 2 Winds
4. Sweet Dreams (Live)